# Sistema XY de determinação do sexo

Cromossomas sexuais de Drosophila

Na biologia, o sistema XY de determinação do sexo é o sistema de determinação do sexo existente nos humanos, na maioria dos outros mamíferos, alguns insectos (Drosophila) e algumas plantas (Ginkgo). Neste sistema, o sexo de um indivíduo é determinado por um par de cromossomos (cromossomos sexuais). As fêmeas normalmente possuem o mesmo tipo de cromossomos sexuais 
(XX), e por isso chamado de sexo homogamético. Os machos são o sexo heterogamético, contendo dois tipos distintos de cromossomos sexuais, um X e outro cromossomo Y.
Especificamente em humanos, a presença do cromossomo Y é responsável por disparar o desenvolvimento de características masculinas, na ausência do cromossomo Y o feto vai desenvolver características femininas. Contudo existem exceções, como indivíduos com a sindrome de Klinefelter (eles tem cromossomos XXY), a sindrome Swyear (mulheres com cromossomos XY) e a síndrome do homem XX (homens com cromossomos XX). Em casos como na síndrome de Swyear, temos uma mulher biológica com vagina, colo do útero e ovários mas com cromossomos XY, mas o gene SRY desligado. Nas espécies com a determinação XY, um organismo deve ter pelo menos um cromossomo X para que sobreviva.
Na herança dos cromossomos sexuais, podemos ter o cromossomo X, feminino, e o Y, masculino. Esses possuem três regiões:
1. região ímpar de X, a qual pode conter três doenças (daltonismo ,hemofilia e distrofia muscular de Duchenne ). Essas são mais comuns em homens, pois ele também possuem cromossomo X.
2. região ímpar de Y, a qual faz homens desenvolverem testículos, e pode desenvolver hipertricose de orelha (pêlos nas orelhas).
3. região homologa de X e Y, pode desenvolver cegueira, e tanto o cromossomo X quanto Y contém essa parte do cromossomo.

## Síndromes decorrentes de mutações no conjunto cromossômico
Entre os seres humanos há diversas síndromes relacionadas a problemas de determinação do sexo por ausência ou cópias extras dos cromossomos sexuais, são eles:
- Síndrome do homem XX: quando um indivíduo XX desenvolve naturalmente genitais masculinos como um pénis, testículos e escroto. Essa condição está ligada ao gene SRY.
- Síndrome da fêmea XY: ao contrário do anterior é um indivíduo que desenvolve genitais uma vagina, útero e trompas de Falópio, contudo são inférteis. Essa condição também está ligada ao gene SRY.
- Síndrome de Turner: a mulher apresenta apenas 1 cromossomo X ao invés de 2 (X0).[4]
- Síndrome de insensibilidade aos andrógenos: podendo ser completa, parcial ou moderada, a pessoa é geneticamente homem (XY), mas tem aparência parcial ou total de mulher[5].

- Síndrome do triplo X: também conhecida como síndrome da super-fêmea, a mulher possui, pelo menos, 3 cromossomos X (XXX), mas existem casos onde ela possui 4 ou até 5.[6]

- Síndrome XYY: também conhecida como síndrome do super-macho, ocorre quando um homem possui 2 cromossomos Y (XYY).[7]
- Síndrome de Klinefelter: quando o homem apresenta 1 ou mais cópias do cromossomo X (XXY).[8]
- Há outros cariótipos de aneuploidia, como XXXX, XXXY, XXYY, XYYY, XXXXX, XXXXY, XXXYY e XYYYY.[9][10][11][12]